# Liste der Fahnenträger der bahrainischen Mannschaften bei Olympischen Spielen
Die Liste der Fahnenträger der bahrainischen Mannschaften bei Olympischen Spielen listet chronologisch alle Fahnenträger bahrainischer Mannschaften bei den Eröffnungsfeiern Olympischer Spiele auf.

## Liste der Fahnenträger
| Mannschaft             | Veranstaltung | Fahnenträger (EF)             | Fahnenträger (AF)  |
| ---------------------- | ------------- | ----------------------------- | ------------------ |
| 1984 in Los Angeles    | Sommerspiele  | Youssef Mubarak (Offizieller) |                    |
| 1988 in Seoul          | Sommerspiele  | Ahmed Hamada                  |                    |
| 1992 in Barcelona      | Sommerspiele  | Khalid Rabeeah (Offizieller)  |                    |
| 1996 in Atlanta        | Sommerspiele  | Mohamed al-Sada               |                    |
| 2000 in Sydney         | Sommerspiele  | Dawood Youssef                |                    |
| 2004 in Athen          | Sommerspiele  | Ahmed Hamada                  | Ahmed Hamada       |
| 2008 in Peking         | Sommerspiele  | Ruqaya al-Ghasra              | Ruqaya al-Ghasra   |
| 2012 in London         | Sommerspiele  | Azza al-Qasmi                 | LOCOG-Mitglied     |
| 2016 in Rio de Janeiro | Sommerspiele  | Farhan Farhan                 | Alemu Bekele       |
| 2020 in Tokio          | Sommerspiele  | Noor Yusuf Abdulla            | Husain Mahfoodh    |
| 2020 in Tokio          | Sommerspiele  | Husain al-Sayyad              | Husain Mahfoodh    |
| 2024 in Paris          | Sommerspiele  | Amani Al-Obaidli              | Achmed Taschudinow |
| 2024 in Paris          | Sommerspiele  | Saud Ghali                    | Achmed Taschudinow |

Anmerkung: (EF) = Eröffnungsfeier, (AF) = Abschlussfeier

## Statistik
| Rang    | Sportart       | EF | AF | ∑  |
| ------- | -------------- | -- | -- | -- |
| 1       | Leichtathletik | 3  | 3  | 6  |
| 2       | Schwimmen      | 5  | 0  | 5  |
| 3       | Handball       | 1  | 1  | 2  |
| 4       | Ringen         | 0  | 1  | 1  |
| 4       | Schießen       | 1  | 0  | 1  |
| 4       | Segeln         | 1  | 0  | 1  |
| 4       | Offizieller    | 2  | 0  | 2  |
| 4       | OK-Mitglied    | 0  | 1  | 1  |
| Gesamt: | Gesamt:        | 13 | 6  | 19 |

| Rang                   | Sportart | EF | AF | ∑ |
| ---------------------- | -------- | -- | -- | - |
| bisher keine Teilnahme |          |    |    |   |
| Gesamt:                | Gesamt:  | 0  | 0  | 0 |

| Rang    | Sportart       | EF | AF | ∑  |
| ------- | -------------- | -- | -- | -- |
| 1       | Leichtathletik | 3  | 3  | 6  |
| 2       | Schwimmen      | 5  | 0  | 5  |
| 3       | Handball       | 1  | 1  | 2  |
| 4       | Ringen         | 0  | 1  | 1  |
| 4       | Schießen       | 1  | 0  | 1  |
| 4       | Segeln         | 1  | 0  | 1  |
| 4       | Offizieller    | 2  | 0  | 2  |
| 4       | OK-Mitglied    | 0  | 1  | 1  |
| Gesamt: | Gesamt:        | 13 | 6  | 19 |